# Thanatus coloradensis
Thanatus coloradensis es una especie de araña cangrejo del género Thanatus, familia Philodromidae. Fue descrita científicamente por Keyserling en 1880.

## Distribución
Esta especie se encuentra en América del Norte, Europa, Turquía, Rusia (del Cáucaso al Lejano Oriente), Kazajistán y China.